# Thomas Martin Schneider
Thomas Martin Schneider (* 6. Juni 1962 in Witten) ist ein deutscher evangelischer Theologe und Kirchenhistoriker.

## Leben
Nach dem Studium der Evangelischen Theologie und Geschichte in Bochum und Münster erwarb er 1988 das 1. Staatsexamen für das Lehramt für die Sekundarstufen I und II. Von 1989 bis 1991 absolvierte er ein Promotionsstudium mit Graduiertenförderungsstipendium des Landes Nordrhein-Westfalen. Von 1991 bis 1993	war er Studienreferendar in Rheine, Lengerich und Tecklenburg. Nach der Promotion 1992 zum Dr. theol. und dem 2. Staatsexamen 1993 (Studienassessor) wurde er 1994 Akademischer Rat am Institut für Evangelische Theologie der Universität Koblenz-Landau, 1999 Akademischer Oberrat und 2002 Akademischer Direktor. Nach der Habilitation 2006 im Fach Kirchengeschichte an der Universität Münster und Umhabilitation 2007 an der Universität Koblenz-Landau wurde er dort 2012 außerplanmäßiger Professor.
Seine Forschungsschwerpunkte sind kirchliche Zeitgeschichte (20. Jahrhundert), Kirchengeschichtsdidaktik, Reformationsgeschichte (Cusanus, Zwingli, Luther) und Geschichte des Religionsunterrichtes.

## Schriften (Auswahl)
- Reichsbischof Ludwig Müller. Eine Untersuchung zu Leben, Werk und Persönlichkeit. Vandenhoeck & Ruprecht, Göttingen 1993, ISBN 3-525-55719-1.
- Gegen den Zeitgeist. Der Weg zur VELKD als lutherischer Bekenntniskirche. Vandenhoeck & Ruprecht, Göttingen 2008, ISBN 978-3-525-55749-5.
- Die Protokolle des Rates der Evangelisch-Lutherischen Kirche Deutschlands. 1945–1948. Vandenhoeck & Ruprecht, Göttingen 2009, ISBN 978-3-525-55766-2.
- Wem gehört Barmen? Das Gründungsdokument der Bekennenden Kirche und seine Wirkungen. Evangelische Verlagsanstalt, Leipzig 2017, ISBN 3-374-05034-4.
- Kirche ohne Mitte? Perspektiven in Zeiten des Traditionsabbruchs. Evangelische Verlagsanstalt, Leipzig 2023, ISBN 978-3-374-07318-4[2]